# Juan Manuel Barboza
Pour les articles homonymes, voir Barboza.
Barboza  Nader est un nom espagnol. Le premier nom de famille, en général paternel, est Barboza ; le second, en général maternel, souvent omis, est Nader.
Juan Manuel Barboza Nader, né le 27 septembre 2000 à Sahagún (Córdoba), est un coureur cycliste colombien. Il évolue au sein de l'équipe Orgullo Paisa.

## Biographie
Originaire de Sahagún, Juan Manuel Barboza grandit à Montelíbano dans le département de Córdoba. Son père est ingénieur en mécanique, et sa mère exerce le métier de dentiste. Dans sa jeunesse, il pratique d'abord le triathlon, avant de se consacrer uniquement au cyclisme,.
En 2022, il se distingue en devenant champion panaméricain et champion de Colombie du contre-la-montre, dans la catégorie des espoirs. Il remporte également le prologue puis le contre-la-montre de la Vuelta de la Juventud de Colombia.

## Palmarès sur route
- 2022
  -  Champion panaméricain du contre-la-montre espoirs
  -  Champion de Colombie du contre-la-montre espoirs
  - Prologue et 5e étape (contre-la-montre) de la Vuelta de la Juventud de Colombia
- 2023
  - 2e étape de la Vuelta a Antioquia (contre-la-montre)

## Palmarès sur piste

### Jeux sud-américains
- Asuncion 2022
  -  Médaillé d'or de la poursuite par équipes (avec Juan Pablo Zapata, Julián Osorio et Nelson Soto)

### Championnats nationaux
- Cali 2022
  -  Médaillé de bronze de la poursuite individuelle[6].
- Medellín 2023
  -  Médaillé d'argent de la poursuite individuelle[7].